# Émile-Charles de Leiningen
Émile-Charles, prince de Leiningen (27 septembre 1763 – 4 juillet 1814) est un prince allemand. 

## Biographie
Émile-Charles est né à Dürckheim, et est le quatrième enfant et seul fils de Charles-Frédéric-Guillaume de Leiningen et de sa femme, la comtesse Christiane-Wilhelmine-Louise de Solms-Roedelheim et Assenheim (1736-1803). Le 3 juillet 1779, son père est fait Prince du Saint-Empire, et Émile-Charles devient prince héréditaire de Leiningen. Le 9 janvier 1807, il succède à son père en tant que deuxième prince de Leiningen.

## Les mariages et la descendance
Émile-Charles épouse le 4 juillet 1787, à Henriette, la plus jeune fille de Henri XXIV Reuss d'Ebersdorf, et de sa femme, la comtesse Caroline-Ernestine d'Erbach-Schönberg. Henriette est décédée le 3 septembre 1801. Par ce mariage, Émile-Charles a un fils, qui meurt jeune :
- Le prince Frédéric Charles Henri Louis de Leiningen (1er mars 1793 - 22 février 1800)

Le 21 décembre 1803, deux ans après la mort de sa première femme, Émile épouse Victoire de Saxe-Cobourg-Saalfeld, quatrième fille de François de Saxe-Cobourg-Saalfeld et de sa femme, Augusta Reuss d'Ebersdorf. Sa deuxième épouse est la nièce de sa première épouse. Elle lui donne deux enfants:
- Charles de Linange (12 septembre 1804 - 13 novembre 1856) qui succède à son père en tant que troisième prince; marié le 13 février 1829, à la comtesse Marie Klebelsberg.
- Théodora de Leiningen (7 décembre 1807 - 23 septembre 1872); mariée en 1828 à Ernest Ier de Hohenlohe-Langenbourg. Elle est l'ancêtre de plusieurs familles royales européennes.

## Après sa mort
Quatre ans après sa mort, sa veuve se marie avec Édouard-Auguste de Kent, quatrième fils du roi George III du Royaume-Uni. Avec lui, elle a une fille unique, la princesse Victoria de Kent, plus tard reine du Royaume-Uni.

## Sources
- Thomas Gehrlein: Das Haus Leiningen. 900 Jahre Gesamtgeschichte mit Stammfolgen. Deutsche Fürstenhäuser. Heft 32. Börde Verlag, Werl 2011,  (ISBN 978-3-9811993-9-0), S. 25
- Miroslav Marek, « leiningen/leiningen6.html#EC », Genealogy.EU